# Ingrid (Schiff, 1972)
Die Ingrid ist ein Fahrgastschiff, das auf dem Titisee im Schwarzwald verkehrt. Sie gehört zum Bootsbetrieb Schweizer Titisee GmbH & Co. KG mit Sitz in Titisee-Neustadt. Sie wurde 1972, damals als Carola II, auf der Lux-Werft in Niederkassel-Mondorf am Rhein gebaut. Der Aufbau des Sonnendecks folgte 1977. Das zweite Schiff, das auf dem Titisee fährt, ist die  Carola vom gleichen Betrieb.
Das Schiff ist 21 Meter lang, 4,50 Meter breit und hat einen Tiefgang von 0,60 bis 0,85 Metern. Es wird von einem Elektromotor mit 27 kW Leistung betrieben; als Antrieb dient ein Schottel-Ruderpropeller. Die maximale Kapazität liegt bei 120 Personen.